# 蔡锦军
蔡锦军（1968年11月—），男，汉族，江西九江人，中国共产党党员，中华人民共和国政治人物。现任广西壮族自治区北海市委书记。

## 生平
2006年8月至2008年11月，任广西壮族自治区贵港市委常委、统战部部长。
2008年11月至2011年8月，任广西壮族自治区贵港市委常委、政法委书记。
2011年8月至2013年10月，任广西壮族自治区贵港市委常委，市人民政府副市长。
2013年10月至2015年12月，任广西壮族自治区党委副秘书长，办公厅副主任。
2015年12月至2018年1月，任广西壮族自治区党委副秘书长，办公厅副主任。
2018年1月至2018年2月，任广西壮族自治区北海市委副书记，市政府市长候选人。
2018年2月至2021年1月，任广西壮族自治区北海市委副书记，市政府市长、党组书记。
2021年1月至今，任广西壮族自治区北海市委书记。